# Andrej Lukić
Andrej Lukić (Nova Gradiška, 2 aprile 1994) è un calciatore croato, difensore del Ruch Chorzów.

## Statistiche

### Presenze e reti nei club
Statistiche aggiornate al 16 gennaio 2018.
| Stagione        | Squadra          | Campionato      | Campionato | Campionato | Coppe nazionali | Coppe nazionali | Coppe nazionali | Coppe continentali | Coppe continentali | Coppe continentali | Altre coppe | Altre coppe | Altre coppe | Totale | Totale |
| Stagione        | Squadra          | Comp            | Pres       | Reti       | Comp            | Pres            | Reti            | Comp               | Pres               | Reti               | Comp        | Pres        | Reti        | Pres   | Reti   |
| --------------- | ---------------- | --------------- | ---------- | ---------- | --------------- | --------------- | --------------- | ------------------ | ------------------ | ------------------ | ----------- | ----------- | ----------- | ------ | ------ |
| 2012-2013       | Osijek           | 1. HNL          | 12         | 0          | CC              | 3               | 0               | -                  | -                  | -                  | -           | -           | -           | 15     | 0      |
| 2013-2014       | Osijek           | 1. HNL          | 12         | 0          | CC              | 1               | 0               | -                  | -                  | -                  | -           | -           | -           | 13     | 0      |
| ago.-dic. 2014  | Cibalia Vinkovci | 2. HNL          | 12         | 2          | CC              | 2               | 0               | -                  | -                  | -                  | -           | -           | -           | 14     | 2      |
| gen.-giu. 2015  | Osijek           | 1. HNL          | 8          | 0          | CC              | -               | -               | -                  | -                  | -                  | -           | -           | -           | 8      | 0      |
| 2015-2016       | Osijek           | 1. HNL          | 28         | 2          | CC              | 3               | 0               | -                  | -                  | -                  | -           | -           | -           | 31     | 2      |
| 2016-2017       | Osijek           | 1. HNL          | 29         | 2          | CC              | 4               | 0               | -                  | -                  | -                  | -           | -           | -           | 33     | 2      |
| 2017-gen. 2018  | Osijek           | 1. HNL          | 13         | 1          | CC              | 3               | 2               | UEL                | 5                  | 1                  | -           | -           | -           | 21     | 4      |
| Totale Osijek   | Totale Osijek    | Totale Osijek   | 102        | 5          |                 | 14              | 2               |                    | 5                  | 1                  |             | -           | -           | 121    | 8      |
| gen.-giu. 2018  | Braga            | PL              | 2          | 0          | TdP+TdL         | -               | -               | UEL                | 0                  | 0                  | -           | -           | -           | 2      | 0      |
| Totale carriera | Totale carriera  | Totale carriera | 116        | 7          |                 | 16              | 2               |                    | 5                  | 1                  |             | -           | -           | 137    | 10     |

## Palmarès

### Club

#### Competizioni nazionali
- Campionato moldavo: 1

Sheriff Tiraspol: 2019
- Coppa del Portogallo: 1

Braga: 2020-2021